# Tephroseris crassifolia
Tephroseris crassifolia là một loài thực vật có hoa trong họ Cúc. Loài này được (Schult.) Griseb. & Schenk miêu tả khoa học đầu tiên năm 1852.